# Erling Bjøl
Erling Bjøl (født 11. december 1918 i Kalundborg, død 22. december 2023) var en dansk historiker, politolog og journalist.
Bjøl var søn af togfører H.M.I. Bjøl (død 1966) og hustru Johanne f. Nielsen, og blev student fra daværende Rungsted Statsskole (Rungsted Gymnasium) 1937 og mag.art. 1948. Han var udenrigspolitisk medarbejder ved United Press 1938, Nationaltidende 1942, BBC i London 1944, Dagbladet Information 1945-59 og Politiken 1959. Under 2. verdenskrig flygtede han til London og blev en del af den illegale presse. For denne indsats modtog han Kong Christian den X.s frihedsmedalje.
1963 blev han kst. professor i statskundskab ved Aarhus Universitet (fastansat 1967), hvor han i årene frem til 1983 stod for opbygningen af det nye fag international politik. 1966 blev han dr.scient.pol. 1974 blev han optaget i Videnskabernes Selskab.
Erling Bjøls politologiske forfatterskab dækker især fransk og dansk udenrigspolitik, men han skrev også om historiske emner. Derudover var han i mange år en kendt politisk kommentator i aviser og på fjernsyn. Bjøl udsendte i 1993-94 sine erindringer i to bind.
I Hvorfor krig? (1998) og Hvordan fred? (2000) præsenterede Bjøl historiske analyser af fænomenerne krig og fred. I Den franske forbindelse – fra Holger Danske til Sarkozy (2008) beskriver Bjøl forskelle i mentalitet og kultur mellem Frankrig og Danmark.

## Hæder og priser
- 1993 Sven Henningsen-prisen
- 1995 Publicistprisen[4]
- 1999 Drassows Legat
- 2004 Den Berlingske Fonds Journalistpris[4]
- 2004 Ebbe Muncks Hæderspris[4]

## Forfatterskab
- Erling Bjøl: "Den økonomiske imperialismeteori" (Nationaløkonomisk Tidsskrift, Bind 108; 1970) Arkiveret 17. marts 2012 hos  Wayback Machine
- Erling Bjøl: "Imperialismen i Århus" (Politica, Bind 4; 1971 - 3) Arkiveret 9. december 2017 hos  Wayback Machine

- Erling Bjøl: "Verdenshistorien efter 1945 bd.1-4; ISBN 9788756744164